# Črvar
Črvar (másképpen Červar, olaszul: Cervara) falu Horvátországban Isztria megyében. Közigazgatásilag Porečhez tartozik.

## Fekvése
Poreč központjától 5 km-re északra, az Isztriai-félsziget nyugati részén az azonos nevű öböl felett fekszik.

## Története
Črvar területe már a történelem előtti időben is lakott volt, melyet egy közeli várhely is tanúsít. A római korban villagazdaságok álltak itt. A közelben Červar öböl déli részén a Vesna Girardi Jurkić vezette ásatások során nagyméretű „villa rustica” épületegyüttesét tárták fel kerámiák kiégetéséhez használt kemencével és olajpréssel. A kemence az 1. században, míg az olajprés később, a 2. és 3. században működhetett. A villa lakórészében az akkoriban legkorszerűbbnek számító, légfűtéssel és medencékkel ellátott helyiségek voltak. A késő ókorban a villa használati módja megváltozott, majd valószínűleg az 5. – 6. században elpusztult. A feltárások során keresztény kultúra nyomaira is bukkantak. Az olajtermelés és a kerámia tárgyak előállítása e vidék virágzó gazdaságára és kereskedelmére utal. Egy késő ókori ismeretlen ravennai szerzőtől származó műben „insula Cervaria” néven említik.
Červar nagy gazdasági épületegyüttese a 18–19. században épült fel a Červar és a Sveti Martin öböl közötti legmagasabb ponton. 1880-ban 54, 1910-ben 107 lakosa volt. Az első világháború után a rapallói szerződés értelmében Isztria az Olasz Királysághoz került. 1943-ban az olasz kapitulációt követően német megszállás alá került, mely 1945-ig tartott. A második világháború után a párizsi békeszerződés értelmében Jugoszlávia része lett. Jugoszlávia felbomlása után 1991-ben a független Horvátország része lett. 2011-ben 100 lakosa volt. Lakói a közeli Porečen dolgoznak, valamint mezőgazdasággal, turizmussal, vendéglátással foglalkoznak.

## Nevezetességei
- Szent Anna tiszteletére szentelt temploma egy korábbi Szent Peligius tiszteletére szentelt templom maradványain épült. Egyhajós épület, homlokzata felett nyitott, kétablakos harangtoronnyal, benne két haranggal. Oltárképén a gyermek Máriát nevelő Szent Anna és Szent Joachim látható. A templomot 1976-ban renoválták. A környező terület 800 évesnek tartott tölgy-, cédrus- és fenyőfái miatt 1973-óta természetvédelem alatt áll.
- A Črvarhoz tartozó Šilok-foknál található a 3000 férőhelyes 26 hektáros területen elhelyezkedő Ulika naturista kemping.

## Lakosság
| Lakosság változása | Lakosság változása | Lakosság változása | Lakosság változása | Lakosság változása | Lakosság változása | Lakosság változása | Lakosság változása | Lakosság változása | Lakosság változása | Lakosság változása | Lakosság változása | Lakosság változása | Lakosság változása | Lakosság változása | Lakosság változása |
| ------------------ | ------------------ | ------------------ | ------------------ | ------------------ | ------------------ | ------------------ | ------------------ | ------------------ | ------------------ | ------------------ | ------------------ | ------------------ | ------------------ | ------------------ | ------------------ |
| 1857               | 1869               | 1880               | 1890               | 1900               | 1910               | 1921               | 1931               | 1948               | 1953               | 1961               | 1971               | 1981               | 1991               | 2001               | 2011               |
| 0                  | 0                  | 54                 | 70                 | 94                 | 107                | 0                  | 0                  | 172                | 123                | 104                | 106                | 198                | 108                | 99                 | 100                |